# Mario Garba
Mario Garba est un footballeur croate né le 13 février 1977.